# 苯福林
苯福林（也称作4-去氧肾上腺素或译作苯肾上腺素）是一种用作藥品的N-甲基苯乙胺衍生物。可以作为鼻腔减充血剂，以鼻腔喷雾剂或口服片剂的形式治疗单纯性鼻塞；可以用于散瞳，在低血壓情况下通过靜脈注射提高血壓，以及以栓剂形式缓解痔疮。它也可以经皮给药。
口服或注射时的常见副作用包括恶心、呕吐、頭痛和焦慮。用于痔疮治疗时通常耐受性良好。严重的副作用可能包括心跳过缓、腸繫膜缺血、胸痛、腎功能衰竭和注射部位壞死。目前尚不清楚在妊娠和母乳哺育期间使用是否安全。苯福林是一种选择性α1肾上腺素受体激动剂，对β-肾上腺素受体的激动作用极小或无，也不会诱导去甲肾上腺素释放。它会导致动脉和静脉血管收缩。
苯福林于1933年获得专利，并于1938年开始医用。它现已作为通用名药物供应。与伪麻黄碱不同，苯福林的滥用情况非常罕见。其口服作为鼻腔减充血剂的有效性饱受质疑。2023年，美国食品药品监督管理局（FDA）专家组得出结论，认为该药物口服后作为鼻腔减充血剂无效，效果不优于安慰剂。2024年11月，FDA提议将口服苯肾上腺素从可用于暂时缓解鼻塞的非处方（OTC）药品的活性成分中移除。